# فرودگاه لاندس اند
فرودگاه لاندس اند  (به انگلیسی: Land's End Airport) یک فرودگاه خصوصی حمل و نقل با کد یاتا LEQ است که یک باند فرود چمن دارد و طول باند آن ۷۹۲ متر است. این فرودگاه در شهر کورن‌وال کشور انگلستان قرار دارد و در ارتفاع ۱۲۲ متری از سطح دریا واقع شده‌است.

## شرکت‌های هواپیمایی و مقصدهای پروازی
| شرکت‌های هواپیمایی      | مقصدهای پروازی |
| ---------------------- | -------------- |
| Isles of Scilly Skybus | سنت مری        |

### Other operations
Skybus provides scenic flights around south west Cornwall using Britten Norman Islander aircraft. Trinity House also have a depot at the airfield.